# イン・マイ・ルーム
『イン・マイ・ルーム』（In My Room）は、イギリスの歌手であるジェイコブ・コリアーの1枚目のアルバム。インディーズ音楽レーベルのMembran Entertainment Groupから2016年7月1日にリリースされた。

## 概要
2015年後半、ドイツのケルンでのコンサートでWDRビッグ・バンドと共演した後に制作を開始した。収録曲11曲のうち8曲を作曲し、3曲はカバー作品とした。アルバム全曲を通して、全ての楽器を演奏したほか、アレンジ、レコーディング、プロデュースも自身の手で行った。アルバムの制作の一環として、コリアーは「ハーモナイザー」と呼ばれる、アーティストの声をリアルタイムでサンプリングし、ライブでもハーモニーを作ることができるシンセサイザーを作成し、使用した。録音とミックスダウンはロンドンにあるコリアーの実家にある音楽制作用の部屋で3ヶ月をかけて行われ、マスタリングはバーニー・グランドマンによって行われた。アルバムのタイトルおよびジャケットはその音楽制作用の部屋をイメージして命名・作成されたものであり、ジャケットには使用された楽器がいくつか描かれている。
このリリースの後、コリアーは2016年のモントルー・ジャズ・フェスティバルなどでワンマンショーを行い、世界ツアーに乗り出した。

## 受賞
2017年2月、本作に収録された曲によってグラミー賞を2部門受賞した（スティーヴィー・ワンダーの「You and I」のカバーでBest Arrangement, Instrumental or A Cappellaを、1960年代のテレビシリーズ「原始家族フリントストーン」のテーマソング「The Flintstones」のカバーで、Best Arrangement, Instrumental and Vocals）。また、このアルバムは2016年のJazz FM「デジタル・イニシアチブ・オブ・ザ・イヤー」を受賞したほか、ビルボード・コンテンポラリー・ジャズ・チャートの第一位を獲得した。

## 収録曲
| #         | タイトル                                                                    | 作詞  | 作曲・編曲 | 時間 |
| --------- | --------------------------------------------------------------------------- | ----- | ---------- | ---- |
| 1.        | 「Woke Up Today」                                                           |       |            | 4:40 |
| 2.        | 「In My Room」(ブライアン・ウィルソン、ゲイリー・アッシャー)                |       |            | 4:49 |
| 3.        | 「Hideaway」                                                                |       |            | 6:52 |
| 4.        | 「You and I」(スティーヴィー・ワンダー)                                     |       |            | 4:20 |
| 5.        | 「Down The Line」                                                           |       |            | 6:39 |
| 6.        | 「Now And Then I Think About You」                                          |       |            | 0:53 |
| 7.        | 「Saviour」                                                                 |       |            | 6:08 |
| 8.        | 「Hajanga」                                                                 |       |            | 6:03 |
| 9.        | 「Flintstones」(ホイト・カーティン、ジョセフ・バーベラ、ウィリアム・ハンナ) |       |            | 3:10 |
| 10.       | 「In The Real Early Morning」                                               |       |            | 6:09 |
| 11.       | 「Don't You Know」                                                          |       |            | 9:09 |
| 合計時間: | 合計時間:                                                                   | 58:52 |            |      |